# Линия U6 (Вена)
Линия U6 — одна из 5 линий Венского метрополитена.

## Описание
Линия соединяет север и юг Вены — 21-й округ Флоридсдорф и 23-й округ Лизинг соответственно. При этом большая часть пути примерно совпадает с Гюртелем. Имея общую протяжённость в 17,4 км и 24 станции, U6 является самой длинной линией Венского метро. Время пути между крайними станциями — Зибенхиртеном и Флоридсдорфом — составляет 34 минуты. Центральная часть этой линии была построена в конце XIX века и относится таким образом к старейшей части Венского метрополитена; в 1990-е годы были построены северный и южный отрезки, в результате чего U6 стала второй линией метро, достигающей северного берега Дуная.
U6 — единственная линия метро в Вене, которая питается не от третьего рельса, а от контактного провода.

## Маршрут

### От Зибенхиртена до Ленгенфельдгассе
Линия U6 начинается у стадиона Зибенхиртен в 23-м районе. Отсюда она идёт параллельно Тристерштрассе и Альтманнсдорферштрассе в северном направлении. Следующие станции - Перфекташтрассе и Эрлаерштрассе (последняя - в непосредственной близости от стадиона Альтерлаа). В районе станции Эрлаерштрассе находится ремонтное депо. В часы основного движения отсюда начинает свой путь каждый второй поезд. Далее линия поворачивает на северо-восток и пересекает Альтманнсдорферштрасе и автостраду А23. На этом отрезке расположены станции "Ам Шёпверк", Чертлегассе, Вокзал Майдлинг (первая надземная станция на этой линии). Далее поезда следуют параллельно главной улице Майдлинга до станции Нидерхофштрассе, где поворачивают на восток - к Ленгенфельдгассе. На последней станции можно перейти на линию U4.

## Хронология
- 1995 год — открытие линии.